# Tałty (Mikołajki)
Tałty (deutsch Talten) ist ein Dorf in der polnischen Woiwodschaft Ermland-Masuren. Es gehört zur Stadt- und Landgemeinde Mikołajki (deutsch Nikolaiken) im Powiat Mrągowski (Kreis Sensburg).

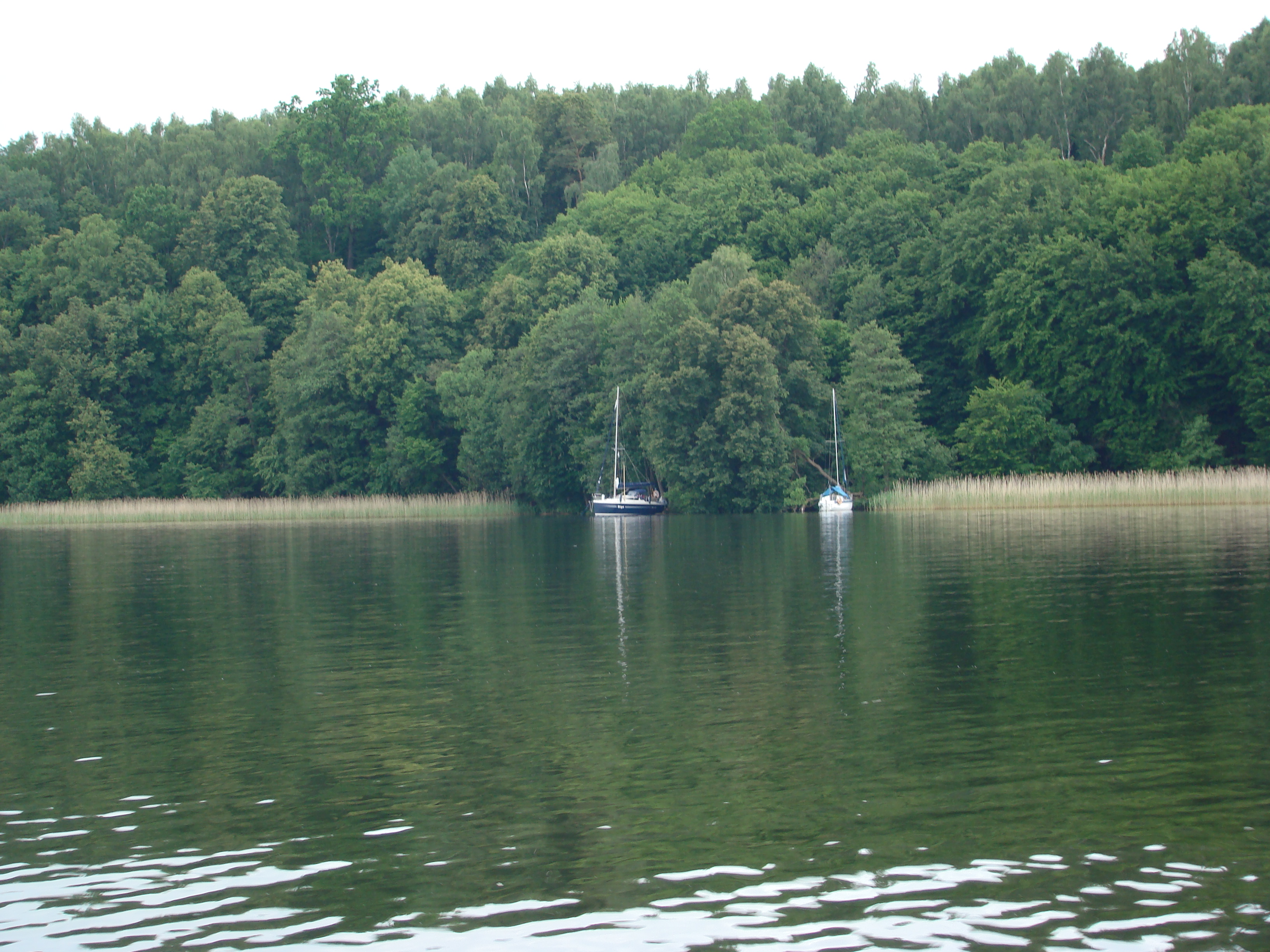
Blick a. d. Jezioro Tałty (Talter Gewässer) bei Tałty

## Geographische Lage
Tałty liegt in der östlichen Mitte der Woiwodschaft Ermland-Masuren am Ostufer des Talter Gewässers (polnisch Jezioro Tałty) und südlich des Kleinen Talter Sees (Jezioro Tałtowisko), die der Kanał Tałcki (Talter Kanal) miteinander verbindet. Südöstlich des Dorfes erstreckt sich das Moor- und Sumpfgebiet des Tałckie Bagno (Talter Bruch). Die Kreisstadt Mrągowo (deutsch Sensburg) liegt 17 Kilometer in westlicher Richtung.

## Geschichte
Das damals Talten genannte masurische Dorf wurde 1512 gegründet. Zwischen 1874 und 1945 war das Dorf Teil des Amtsbezirks Wosnitzen (polnisch Woźnice), der – 1938 in „Amtsbezirk Julienhöfen“ umbenannt – zum Kreis Sensburg im Regierungsbezirk Gumbinnen (ab 1905: Regierungsbezirk Allenstein) in der preußischen Provinz Ostpreußen gehörte.
Aufgrund der Bestimmungen des Versailler Vertrags stimmte die Bevölkerung im Abstimmungsgebiet Allenstein, zu dem Talten gehörte, am 11. Juli 1920 über die weitere staatliche Zugehörigkeit zu Ostpreußen (und damit zu Deutschland) oder den Anschluss an Polen ab. In Talten stimmten 400 Einwohner für den Verbleib bei Ostpreußen, auf Polen entfielen keine Stimmen.
Als 1945 in Kriegsfolge das gesamte südliche Ostpreußen an Polen überstellt wurde, war auch Talten davon betroffen und erhielt die polnische Namensform „Tałty“. Heute ist das Dorf Sitz eines Schulzenamtes (polnisch Sołectwo) und als solches eine Ortschaft im Verbund der Stadt- und Landgemeinde Mikołajki (Nikolaiken) im Powiat Mrągowski (Kreis Sensburg), bis 1998 der Woiwodschaft Suwałki, seither der Woiwodschaft Ermland-Masuren zugehörig.

### Einwohnerzahlen
| Jahr | Anzahl |
| ---- | ------ |
| 1818 | 357    |
| 1839 | 451    |
| 1867 | 636    |
| 1885 | 655    |
| 1898 | 665    |
| 1905 | 543    |
| 1910 | 603    |
| 1933 | 532    |
| 1939 | 527    |
| 2011 | 396    |

## Kirche
Bis 1945 war Talten in die evangelische Pfarrkirche Nikolaiken in der Kirchenprovinz Ostpreußen der Kirche der Altpreußischen Union, außerdem in die katholische Kirche St. Adalbert in Sensburg im Bistum Ermland eingepfarrt.
Heute sind die evangelischen Einwohner Tałtys in die Pfarrkirche Mikołajki eingegliedert, die der Diözese Masuren der Evangelisch-Augsburgischen Kirche in Polen zugeordnet ist. Katholischerseits ist Tałty jetzt ein eigener Kirchort, der der St.-Nikolaus-Pfarrei in Mikołajki (polnisch Parafia św. Mikołaja w Mikołajki) im Bistum Ełk in der polnischen katholischen Kirche untersteht.

## Verkehr
Tałty liegt straßenverkehrstechnisch günstig und ist sowohl von der polnischen Landesstraße 16 (einstige deutsche Reichsstraße 127) bei Mikolajki als auch von der Woiwodschaftsstraße 642 bei Lelek (Julienthal) direkt zu erreichen. Eine Anbindung an das Schienennetz besteht nicht.